# Łączność z Krajem
Łączność z Krajem – zespół działań podejmowanych podczas II wojny światowej przez emigracyjny rząd Rzeczpospolitej Polskiej w celu utrzymania ciągłości władzy państwowej na terenie II RP oraz wsparcia konspiracyjnej walki z okupantami. Działania te były realizowane za pomocą struktur wojskowych – Armia Krajowa oraz cywilnych – Delegatura Rządu na Kraj, będących częściami Polskiego Państwa Podziemnego. Utrzymywanie łączności z okupowanym krajem było jednym z najważniejszych problemów w funkcjonowaniu rządu na obczyźnie.

## Łączność wojskowa
16 września 1939 w Kołomyi Naczelny Wódz marszałek Edward Rydz Śmigły przekazał przedwojennemu organizatorowi polskiej siatki dywersyjnej w Niemczech, mjr Edmundowi Galinatowi rozkaz zobowiązujący do utworzenia w okupowanej Polsce konspiracyjnej organizacji na wzór Polskiej Organizacji Wojskowej. Rozkaz ten, w ramach pierwszej polskiej operacji specjalnej II wojny św. został dostarczony do walczącej jeszcze Warszawy. W tym celu wykradziono z lotniska w Bukareszcie jeden z dwóch egzemplarzy prototypu polskiego lekkiego bombowca PZL 46 „Sum”. Pilotowany przez polskiego pilota myśliwskiego i lotnictwa bombowego Stanisława Riess samolot, wraz z mjr Galinatem na pokładzie, 26 września 1939 wylądował na Polu Mokotowskim. Rozkaz Naczelnego Wodza został przekazany dowódcy garnizonu stolicy gen Juliuszowi Rómmlowi, który udzielił pełnomocnictwa do utworzenia organizacji gen. Michałowi Tokarzewskiemu-Karaszewiczowi „z zadaniem prowadzenia dalszej walki o utrzymanie niepodległości i całości granic”. W taki sposób zainicjowano utworzenie Służby Zwycięstwu Polski.
19 października 1939 wyruszył do okupowanej Polski pierwszy kurier wojskowy Naczelnego Wodza rtm Feliks Szymański, który dostarczył pierwsze rozkazy Naczelnego Wodza komendantom Związku Walki Zbrojnej:  płk. Stefanowi Roweckiemu (ZWZ na terenach pod okupacją niemiecką) oraz gen. Michałowi Tokarzewskiemu – Karaszewiczowi (ZWZ na terenach pod okupacją sowiecką), m.in. instrukcję wywiadowczą i propagandową. 6 listopada 1940 jako emisariusz Naczelnego Wodza gen. Sikorskiego do Komendanta Głównego ZWZ gen. Roweckiego wyruszył płk Kazimierz Iranek-Osmecki, późniejszy cichociemny.
29 czerwca 1940, po rozwiązaniu Komendy Głównej ZWZ na obczyźnie, z części jej składu utworzono w sztabie Naczelnego Wodza Samodzielny Wydział Krajowy, nazwany Oddziałem VI (Specjalnym). Jego podstawowym zadaniem było utrzymanie łączności radiowej i kurierskiej Naczelnego Wodza w Londynie z Komendantem Głównym Armii Krajowej w okupowanej Polsce. Dzięki staraniom mjr dypl. Jana Jaźwińskiego, oficera wywiadu z tego oddziału, nawiązano współpracę z brytyjską organizacją rządową Special Operations Executive w zakresie m.in. przerzutu do Polski specjalnie wyszkolonych żołnierzy – Cichociemnych oraz zaopatrzenia dla Armii Krajowej. „Zasadą współpracy było że całokształt prac w terenie, łączność radiowa i potrzeby Kraju należą wyłącznie do strony polskiej, podczas gdy sprawa przydziału samolotów - do Anglików.”.
W nocy 15/16 lutego 1941 w operacji lotniczej „Adolphus” przerzucono do okupowanej Polski dwóch pierwszych cichociemnych: rtm Józefa Zabielskiego, mjr Stanisława Krzymowskiego oraz kuriera politycznego bomb. Czesława Raczkowskiego. Był to początek akcji przerzutowej ludzi, pieniędzy oraz broni, amunicji a także zaopatrzenia dla Armii Krajowej, trwającej do grudnia 1944.

## Łączność cywilna
„Prace nad organizowaniem cywilnego aparatu łączności podjęto niemal nazajutrz po utworzeniu rządu. Pierwszym ministrem odpowiedzialnym za łączność z Krajem był Aleksander Ładoś. (...) po wejściu Sosnkowskiego w skład rządu, powierzono mu zadanie zorganizowania >łączności z krajem w zakresie wojskowym, podczas gdy na odcinku politycznym kontynuować ją będzie Min. Ładoś oraz Min. Seyda, a całość ma pozostawać pod kierownictwem gen. Sosnkowskiego<”.  Od 2 lutego 1940 polityczna łączność z Krajem była zadaniem ministra Stanisława Kota, o czym członkowie rządu zostali poinformowani podczas posiedzenia Komitetu do Spraw Kraju.
W kwietniu 1940  rozpoczęto organizowanie sieci cywilnej łączności z Krajem, ustanawiając jako podstawowe jej elementy placówki  polityczne w Budapeszcie, Bukareszcie oraz Rzymie, działające pod przykrywką przedstawicielstw konsularnych. Liczba tych placówek, decyzją prof. Stanisława Kota została wkrótce zwiększona do szesnastu. Ośrodkiem koordynującym łączność z Krajem był kierowany przez Pawła Siudaka Wydział Społeczny  Ministerstwa Spraw Wewnętrznych w Londynie. „W utrzymywaniu łączności z Krajem podstawową rolę odgrywali emisariusze i kurierzy”. Tworzone struktury służyły do przekazywania do i z Polski, w tym Delegatury Rządu na Kraj informacji, dyspozycji, ludzi, paczek, pieniędzy. Kurierzy polityczni byli przygotowywani do zrzutów do Polski na spadochronach, za pośrednictwem Oddziału VI (Specjalnego) Sztabu Naczelnego Wodza, ale koszty ich utrzymania i szkolenia zwracało wojsku emigracyjne Ministerstwo Spraw Wewnętrznych. Przyszłych kurierów szkolono w kilku miejscach, m.in. byli szkoleni m.in. na farmie w miejscowości Tewkesbury, niedaleko Gloucester, ok. 160 km. od Londynu. Podczas II wojny św. przerzucono do Polski drogą lotniczą 28 cywilnych kurierów politycznych.

## Łączność radiowa
„Zalążkiem wojskowego aparatu łączności z Krajem były placówki wywiadowcze Oddziału II Sztabu NW w Rumunii i na Węgrzech, które przekształciły się następnie w bazy łączności - „Bolek” w Bukareszcie, „Romek” w Budapeszcie.”.  „W listopadzie 1940 powstał Ośrodek Radio Sztabu NW (później Oddział Radio Sztabu NW). Współpraca z Brytyjczykami układała się poprawnie. Polacy mogli utrzymywać łączność z krajem bez brytyjskich kontroli polskich szyfrów”.
„W okupowanym Kraju w połowie 1940 r. na terenie okupacji niemieckiej ZWZ posiadał trzy radiostacje i dwie na terenie okupacji sowieckiej. (...) Z zajętej przez Niemców Wytwórni Radiotechnicznej AWA por. Konrad Bogacki wykradł zaprojektowane przez inż Tadeusza Heftmana na potrzeby wywiadu trzy krótkofalowe radiostacje „KP 10 W”. W późniejszym okresie łączność Armii Krajowej opierała się na pracy 50 cichociemnych - łącznościowców, pracujących na ok. 57 przenośnych radiostacjach konstrukcji Tadeusza Heftmana, typu AP, zwanych pipsztokami, o kryptonimie „Wanda”.
Po raz pierwszy łączność radiowa pomiędzy KG AK w Warszawie a Sztabem Naczelnego Wodza w Londynie została nawiązana 3 marca 1940 – za pośrednictwem radiostacji „Bolek” w Bukareszcie, trzy miesiące później za pośrednictwem „Romka” w Budapeszcie. Bezpośrednią łączność Sztabu Naczelnego Wodza z KG AK uruchomiono w grudniu 1940 dzięki radiostacji Marta w Stanmore pod Londynem. Funkcjonował tam zespół szesnastu radiostacji nadawczo - odbiorczych, które służyły do łączności z radiostacjami Armii Krajowej oraz wspierały (pośrednicząc) łączność pomiędzy okręgami Armii Krajowej w okupowanej Polsce. Łączność radiowa, później także z centralą łączności „Mewa”, obsługującą Główną Bazę Przerzutową w Latiano pod Brindisi, funkcjonowała do 1 kwietnia 1945.

## Łączność lotnicza
Łączność lotnicza pomiędzy Sztabem Naczelnego Wodza w Londynie a Komendą Główną Armii Krajowej w okupowanej Polsce została nawiązana głównie dzięki koncepcji przedłożonej gen. Władysławowi Sikorskiemu w dokumentach pt. „Plan wsparcia i osłony powstania w Kraju”, a także „Użycie lotnictwa dla łączności i transportów wojskowych drogą powietrzną do Kraju oraz dla wsparcia powstania. Stworzenie jednostek wojsk powietrznych” przez dwóch współtwórców cichociemnych: kpt. dypl. Macieja Kalenkiewicza oraz kpt. dypl. Jana Górskiego. Koncepcja ta została zrealizowana w praktyce przez organizatora lotniczego przerzutu do Polski mjr. dypl. Jana Jaźwińskiego we współpracy z tzw. polską sekcją brytyjskiego SOE, które użyczało samolotów na potrzeby przerzutu, zgłaszane przez Oddział VI Sztabu Naczelnego Wodza.
Koncepcja zainicjowana została raportem z 30 grudnia 1939, złożonym ponownie 21 stycznia 1940, następnie 14 lutego 1940, ze zgłoszeniem (wraz z wymienionymi dokumentami) grupy 16 oficerów, absolwentów Wyższej Szkoły Wojennej, gotowych do skoku ze spadochronem do okupowanej Polski. Obaj kapitanowie opracowali m.in. Instrukcję dla pierwszych lotów łącznikowo - rozpoznawczych w sprawie zrzutów spadochronowych, lądowania lub wodowania samolotów oraz podejmowania poczty z ziemi. Po ich wystąpieniu do Naczelnego Wodza w październiku 1940 w Oddziale III Sztabu Naczelnego Wodza utworzono Wydział Studiów i Szkolenia Wojsk Spadochronowych oraz zaplanowano utworzenie 1 Samodzielnej Brygady Spadochronowej. Dzięki działaniom podjętym przez mjr. dypl. Jana Jaźwińskiego oraz Oddział VI (Specjalny) Sztabu Naczelnego Wodza koncepcja łączności lotniczej z Krajem zmaterializowała się w formie przerzutu do okupowanej Polski cichociemnych oraz kurierów cywilnych, a także lotów z zaopatrzeniem dla Armii Krajowej.
Nieco wcześniej, 7 grudnia 1939 mjr dypl. Włodzimierz Mizgier - Chojnacki w meldunku złozonym do Dowódcy Lotnictwa gen. Józefa Zająca postulował „utworzenie naszych oddziałów desantowych”, proponując 19 osób (głównie oficerów), m.in. z Wojskowego Ośrodka Spadochronowego w Bydgoszczy jako kadrę przyszłego ośrodka szkolenia spadochronowego.

## Spadochroniarze
Koncepcje łączności wojskowej oraz cywilnej, ale również (w pierwszej fazie) łączności radiowej i lotniczej zmaterializowały się dzięki wyszkolonym oraz przerzuconym do okupowanej Polski spadochroniarzom:
- 316 Cichociemnym Spadochroniarzom Armii Krajowej, wysyłanym przez wojsko, tj. Oddział VI (Specjalny) Sztabu Naczelnego Wodza do działań wojskowych w strukturach wojskowych Polskiego Państwa Podziemnego, tj. w Armii Krajowej. Przeszkolono jeszcze 217 kandydatów na Cichociemnych, wskutek zbyt małej ilości lotów specjalnych SOE do Polski, nie zostali oni przerzuceni do Polski przed zakończeniem wojny.
- 31 emisariuszom i kurierom politycznym, wysyłanym przez emigracyjny rząd, tj. MSZ, Wydział Społeczny MON, do łączności z krajowymi partiami i stronnictwami politycznymi a także do działań cywilnych w strukturach cywilnych Polskiego Państwa Podziemnego, tj. Delegatury Rządu na Kraj.

Za zgodą rządu R.P., w porozumieniu z zachodnimi służbami specjalnymi wysłano także - poza Polskę, do krajów europejskich, głównie do Francji – 45 spadochroniarzy Akcji Kontynentalnej (w porozumieniu z brytyjskim SOE) oraz do Niemiec 32 spadochroniarzy Project Eagle (w porozumieniu z amerykańskim OSS). Spadochroniarze wysyłani do innych krajów są niekiedy nazywani błędnie cichociemnymi, ale ich działania nie miały związku z działaniami na rzecz łączności z Krajem, choć wynikały z doświadczenia zdobytego w działaniach „krajowych”.